# Stenocarpus cryptocarpus
Stenocarpus cryptocarpus är en tvåhjärtbladig växtart som beskrevs av D.B. Foreman & B.P.M. Hyland. Stenocarpus cryptocarpus ingår i släktet Stenocarpus och familjen Proteaceae. Inga underarter finns listade i Catalogue of Life.